# Noirefontaine (Doubs)
Pour les articles homonymes, voir Noirefontaine.
Noirefontaine est une commune française située dans le département du Doubs, la région culturelle et historique de Franche-Comté et la région administrative Bourgogne-Franche-Comté. Le village possède une fruitière à comté.
Ses habitants sont appelés les Noirifontains.

## Géographie

### Toponymie
Fonte Arnulphi en 1147 ; Arnoltfontene en 1156 ; Arnolfontaine en 1179 ; grangiam de Arnolfontaine en 1187 ; Ernofonteyne en 1194 ; Ernoulfonteinne en 1319 ; La Noyrefontainne en 1421 ; Nigrofontaine, puis Noirefontainne en 1490.

### Climat
Pour des articles plus généraux, voir Climat de la Bourgogne-Franche-Comté et Climat du Doubs.
En 2010, le climat de la commune est de type climat de montagne, selon une étude du Centre national de la recherche scientifique s'appuyant sur une série de données couvrant la période 1971-2000. En 2020, Météo-France publie une typologie des climats de la France métropolitaine dans laquelle la commune est exposée à un climat de montagne ou de marges de montagne et est dans la région climatique  Jura, caractérisée par une forte pluviométrie en toutes saisons (1 000 à 1 500 mm/an), des hivers rigoureux et un ensoleillement médiocre. 
Pour la période 1971-2000, la température annuelle moyenne est de 9,7 °C, avec une amplitude thermique annuelle de 17 °C. Le cumul annuel moyen de précipitations est de 1 688 mm, avec 13 jours de précipitations en janvier et 11 jours en juillet. Pour la période 1991-2020, la température moyenne annuelle observée sur la station météorologique de Météo-France la plus proche, « Maiche », sur la commune de Maîche à 11 km à vol d'oiseau, est de 7,7 °C et le cumul annuel moyen de précipitations est de 1 433,0 mm. 
La température maximale relevée sur cette station est de 34,9 °C, atteinte le 25 juillet 2019 ; la température minimale est de −26,8 °C, atteinte le 1er mars 2005,,. 
Les paramètres climatiques de la commune ont été estimés pour le milieu du siècle (2041-2070) selon différents scénarios d'émission de gaz à effet de serre à partir des nouvelles projections climatiques de référence DRIAS-2020. Ils sont consultables sur un site dédié publié par Météo-France en novembre 2022.

## Urbanisme

### Typologie
Au 1er janvier 2024, Noirefontaine est catégorisée commune rurale à habitat dispersé, selon la nouvelle grille communale de densité à 7 niveaux définie par l'Insee en 2022.
Elle est située hors unité urbaine et hors attraction des villes,.

### Occupation des sols
L'occupation des sols de la commune, telle qu'elle ressort de la base de données européenne d’occupation biophysique des sols Corine Land Cover (CLC), est marquée par l'importance des forêts et milieux semi-naturels (49,5 % en 2018), une proportion identique à celle de 1990 (49,5 %). La répartition détaillée en 2018 est la suivante : 
forêts (49,5 %), zones agricoles hétérogènes (24 %), prairies (16,4 %), zones urbanisées (10 %). L'évolution de l’occupation des sols de la commune et de ses infrastructures peut être observée sur les différentes représentations cartographiques du territoire : la carte de Cassini (XVIIIe siècle), la carte d'état-major (1820-1866) et les cartes ou photos aériennes de l'IGN pour la période actuelle (1950 à aujourd'hui).

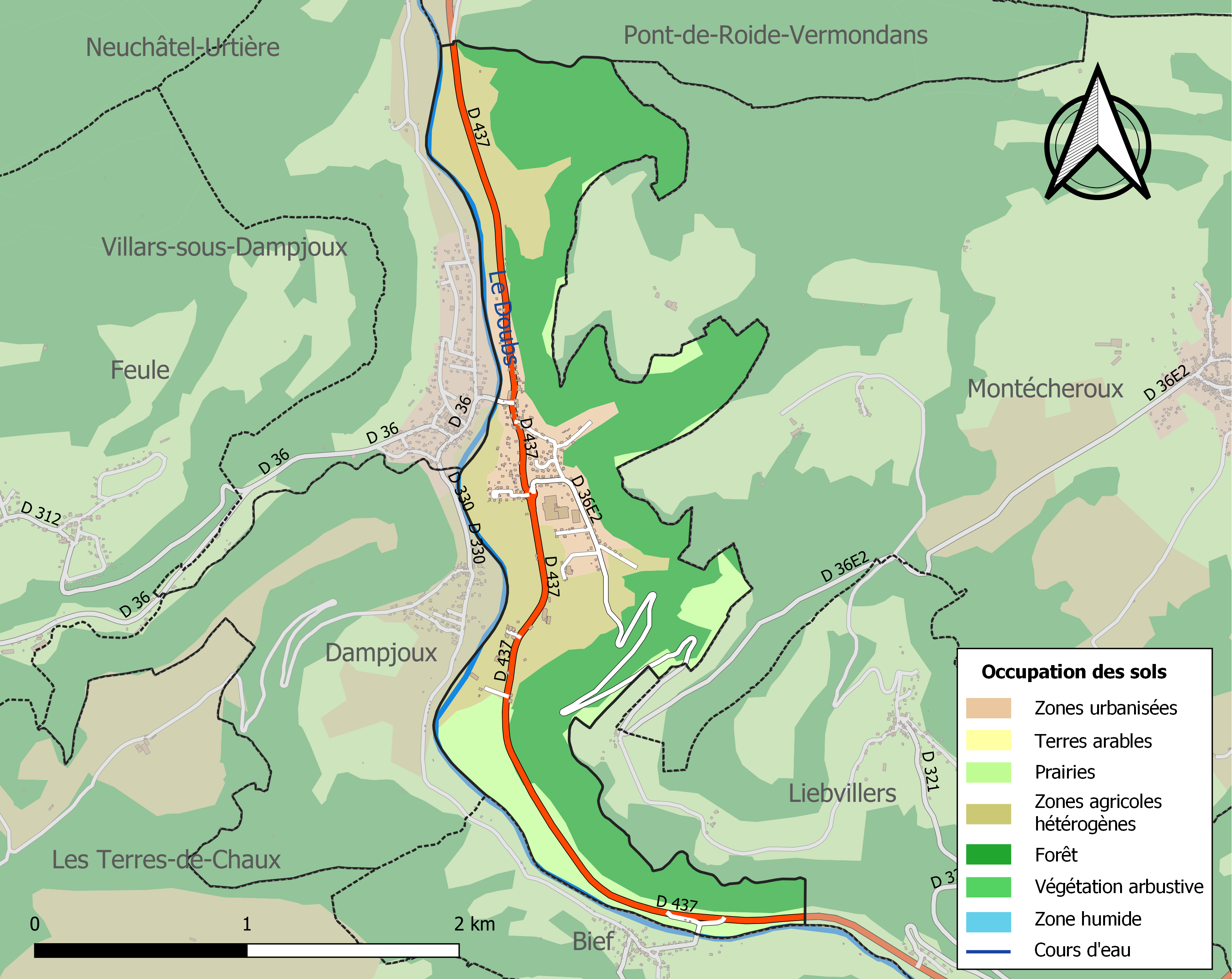
Carte des infrastructures et de l'occupation des sols de la commune en 2018 (CLC).

## Politique et administration

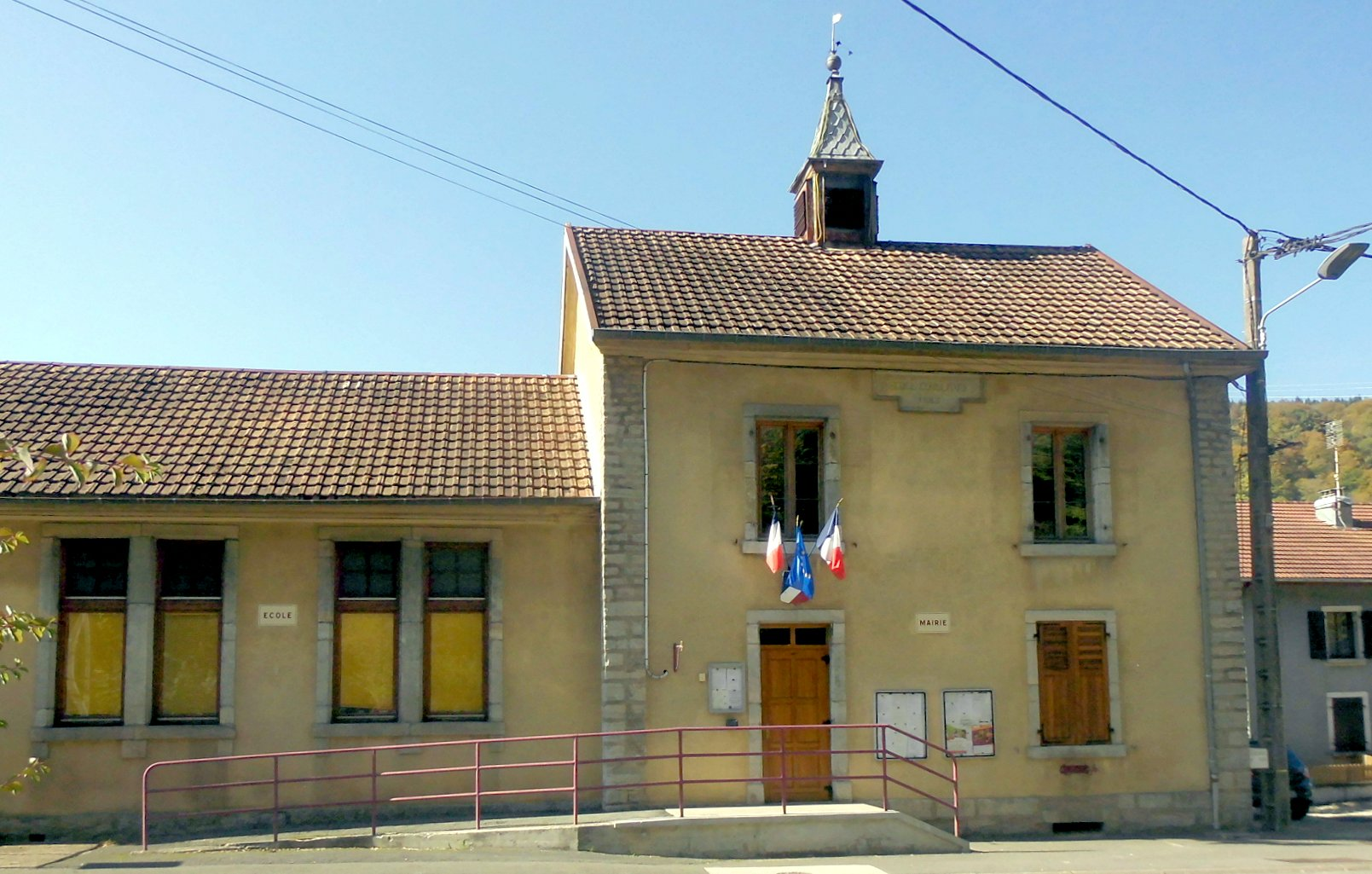
La mairie-école.

| Période                                  | Période              | Identité          | Étiquette | Qualité              |
| ---------------------------------------- | -------------------- | ----------------- | --------- | -------------------- |
| avant 1995                               | ?                    | Bernard Dysli     |           |                      |
| mars 2001                                | 2008                 | Michèle Lejeune   |           |                      |
| avril 2008                               | 2014                 | Claude Guinchard  |           |                      |
| mars 2014                                | octobre 2015 (décès) | Gilles Chipret    | SE        | Cadre                |
| novembre 2015                            | En cours             | Marie-Line Lebrun |           | Professeur de écoles |
| Les données manquantes sont à compléter. |                      |                   |           |                      |

## Démographie
L'évolution du nombre d'habitants est connue à travers les recensements de la population effectués dans la commune depuis 1793. Pour les communes de moins de 10 000 habitants, une enquête de recensement portant sur toute la population est réalisée tous les cinq ans, les populations de référence des années intermédiaires étant quant à elles estimées par interpolation ou extrapolation. Pour la commune, le premier recensement exhaustif entrant dans le cadre du nouveau dispositif a été réalisé en 2008.

En 2022, la commune comptait 325 habitants, en évolution de −13,79 % par rapport à 2016 (Doubs : +1,88 %, France hors Mayotte : +2,11 %).
| 1793 | 1800 | 1806 | 1821 | 1831 | 1836 | 1841 | 1846 | 1851 |
| ---- | ---- | ---- | ---- | ---- | ---- | ---- | ---- | ---- |
| 96   | 74   | 72   | 80   | 109  | 130  | 146  | 156  | 186  |

| 1856 | 1861 | 1866 | 1872 | 1876 | 1881 | 1886 | 1891 | 1896 |
| ---- | ---- | ---- | ---- | ---- | ---- | ---- | ---- | ---- |
| 162  | 153  | 153  | 163  | 181  | 190  | 186  | 204  | 200  |

| 1901 | 1906 | 1911 | 1921 | 1926 | 1931 | 1936 | 1946 | 1954 |
| ---- | ---- | ---- | ---- | ---- | ---- | ---- | ---- | ---- |
| 190  | 186  | 199  | 176  | 191  | 210  | 198  | 201  | 250  |

| 1962 | 1968 | 1975 | 1982 | 1990 | 1999 | 2006 | 2008 | 2013 |
| ---- | ---- | ---- | ---- | ---- | ---- | ---- | ---- | ---- |
| 252  | 252  | 292  | 416  | 404  | 384  | 363  | 357  | 390  |

| 2018 | 2022 | - | - | - | - | - | - | - |
| ---- | ---- | - | - | - | - | - | - | - |
| 340  | 325  | - | - | - | - | - | - | - |

## Lieux et monuments

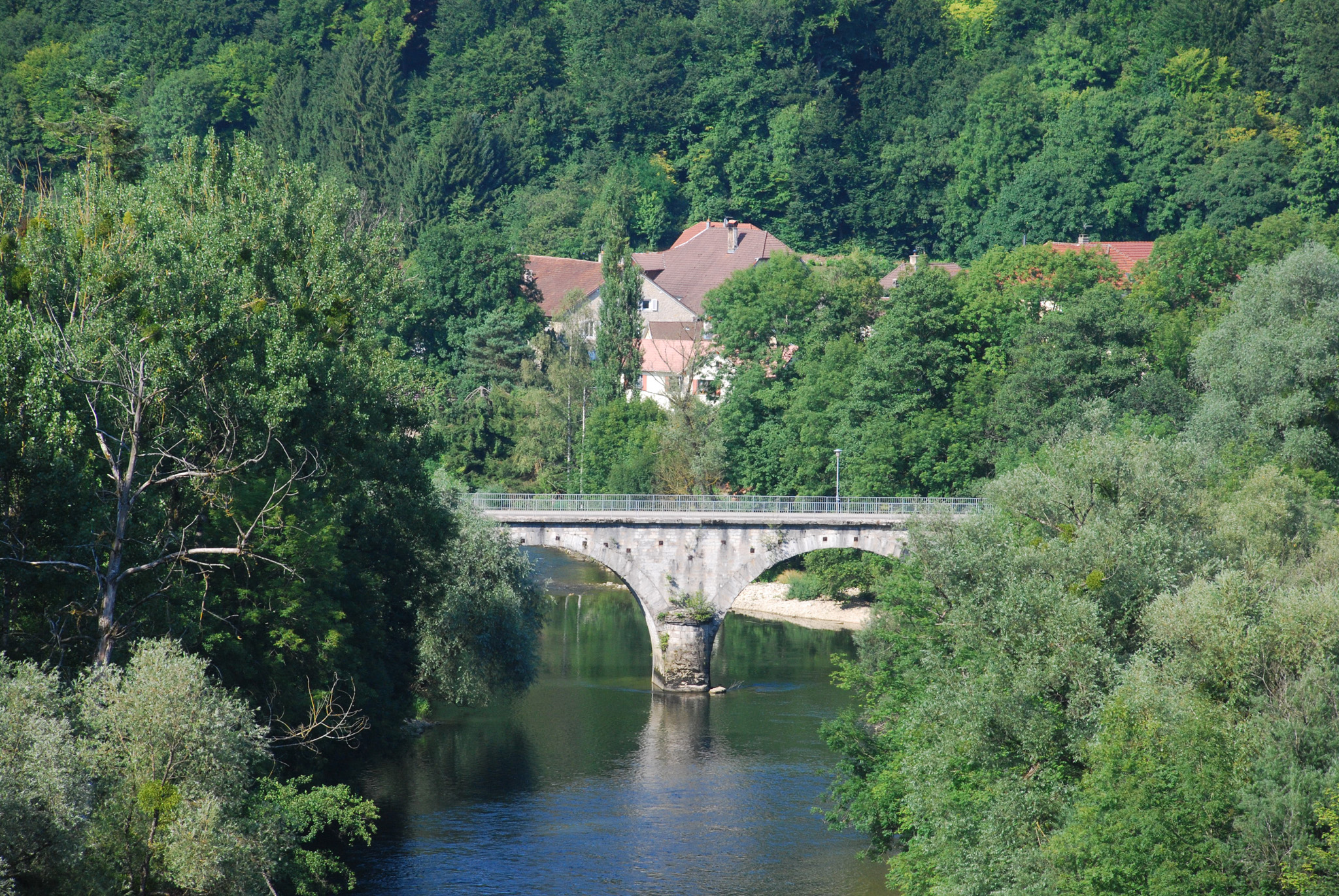
Pont sur le Doubs de la ligne Voujeaucourt – Saint-Hippolyte.

L'ancien tronçon Pont-de-Roide-Vermondans – Saint-Hippolyte de la ligne de chemin de fer de Voujeaucourt à Saint-Hippolyte traversait le Doubs entre les communes de Noirefontaine et Villars-sous-Dampjoux sur un pont maçonné à trois arches. La voie, aujourd'hui déposée, a été transformée en chemin piétonnier.
La commune a la particularité de ne pas avoir d'église.

## Héraldique
| Blason de Noirefontaine | Blason  | Écartelé: au 1er d'azur semé de billettes d'or, au lion couronné du même armé et lampassé de gueules, au 2e de gueules à la bande d'argent, au 3e de gueules à trois fers de lance d'argent, au 4e d'or à la fontaine de sable jaillissant d'argent et accompagnée en pointe d'une fasce ondée d'azur. |
| Blason de Noirefontaine | Détails | Le statut officiel du blason reste à déterminer. |